# Македонски комитет (1878)
Вижте пояснителната страница за други значения на Македонски комитет.
Македонският комитет (на гръцки: Μακεδονική εταιρεία, Македоники Етерия) е гръцка революционна организация, създадена през януари 1878 година. Комитетът организира и подкрепя Гръцките въстания в Македония в 1878 година - Олимпийското въстание и Четническото движение в Югозападна Македония (1878).

## История
Причина за основаването на комитета е избухналата в 1877 година Руско-турска война, която предизвиква в Гръцкото кралство нова активност в посока подготовка на въстание в Османската империя. Появяват се общества, комитети, асоциации, революционни лиги и отделни индивиди, които развиват революционна активност. Гръцката държава има умерено предпазлива и колеблива политика, но много индивиди обикалят населените с гърци южни части на Македония и се опитват да вдигнат населението на въстание. Събира се оръжие в Ламия и на Халкидики и се пренася тайно в Солун. Основна роля в консолидирането на тези усилия играе Централният комитет за национална отбрана и братство (Κεντρική Επιτροπή Εθνικής Άμυνας και Αδελφότητας). Той е образуван през май 1877 година след сливането на организациите Братство (Αδελφότητα) и Национална отбрана (Εθνική Άμυνα) и за негов председател е избран Павлос Калигас. Комитетът цели подготовката на революционните движения в „поробена Гърция“.
Централният комитет от своя страна делегира организирането на македонско въстание на отделен Македонски комитет (Μακεδονική εταιρεία), избран в началото на 1878 година от македонци, живеещи в Атина. Негов президент става професорът по старогръцка литература в Атинския университет Йоанис Пантазидис, а членове - военният лекар Георгиос Папазисис, професорът Николаос Халкиопулос и адвокатите Леонидас Пасхалис и Стефанос Драгумис, който е най-активният член на комитета. Драгумис в сътрудничество с останалите членове правилно решава, че въстанието в Македония трябва да започне от Олимп. Драгумис предприема две мисии в района на олимпийското крайбрежие.
През януари и февруари 1878 година основната цел на Комитета е да осигури финансова подкрепа и да създаде чети, които да заминат за Македония. В началото на януари Драгумис моли Илияс Кахагияс, директор на гръцка параходна компания, да осигури кораб за транспорт на 300 души до македонското крайбрежие. В крайна сметка на гръцкото правителство са предоставени три кораба. Кампанията за набиране на доброволци на Комитета започва в Неа Пела, македонската махала на Аталанти, която дава бойци във въстанието от 1854 година. Инициативата на Комитета е подкрепена от старите дейци от 1854 година Апостолос Лазос, Панос Цурас, както и от Николаос Влахавас, син на Евтимиос Влахавас.
Големи усилия в набирането на четници полага капитан Георгиос Томас, по-късно депутат от Халкида. През февруари 1878 година той уведомява Комитета, че е набрал чета от 600-700 души в Тива и на Евбея. В нея влизат Николаос Гацос, ветеран командир на батальон от Воден, Константинос Касомулис, племенник на Николаос Касомулис от Влашка Блаца и други ветерани от 1854 година. За водач на експедицията е назначен капитан Космас Думбиотис, подкрепен от командирите Георгиос Захилас, Михаилс Дзимас, Милтиадис Апостолидис, Янакис Лазос и други. Четата се състои от 243 доброволци от Атина, 70 от Аталанти, 106 от Стилида и Ламия, 16 от Скиатос, 62 от Ори и Ксирохори на Евбея и 20 македонци.
Комитетът първоначално планира дебаркиране на Халкидики и в Струмския залив и съответно военни действия в Сярско. Това е подкрепено от някои от македонците от Аталанти, които поддържат дебаркиране на Халкидики. Ветераните от 1854 година обаче, помнейки грешката на Димитриос Каратасос с дебаркиране на Света гора, предлагат дебаркиране при Платамонас в подножието на Олимп и навлизане в Македония през Куково в долината на Бистрица, и Ксироливадо към Негуш. Други предлагат център на въстанието да стане Югозападна Македония.
На 19 февруари/3 март 1878 година край Литохоро дебаркира чета от 500 души, начело с Космас Думбиотис, транспортиран по море с гръцките кораби „Идра“ и „Византио“, която вдига Олимпийското въстание.